# Miguel Layún
Miguel Arturo Layún Prado (Córdoba, Veracruz, México; 25 de junio de 1988) es un exfutbolista mexicano que jugaba como lateral, su último equipo fue el Club América de la Liga MX.

## Trayectoria

### Inicios y Tiburones Rojos de Veracruz
Surgió de la cantera del equipo de los Tiburones Rojos de Veracruz; donde jugó durante dos años en los que acumuló treinta y un partidos en los que no anotó ningún gol. Debutó el 28 de marzo de 2007 en el Estadio Luis Pirata Fuente jugando 24' minutos en el empate 1-1 ante el Necaxa. Salió de este club en 2009 para fichar por el Atalanta de la Serie A, con lo que se convirtió en el primer futbolista mexicano en la historia de la liga italiana.

### Atalanta Calcio
Miguel Layún hizo historia el 27 de septiembre de 2009 cuando debutó con Atalanta Bergamasca Calcio en un empate 1-1 ante Chievo Verona. Layún ingresó de cambio al minuto 82, convirtiéndose así, en el primer futbolista mexicano en jugar con un club de la Serie A de Italia.

### Club América
Layún volvió al fútbol mexicano en 2010 en el torneo Bicentenario 2010 que conmemoró a los 200 años  de la Independencia mexicana. Llegó al América con el dorsal 16. Layún estaba bajo los ojos de todos los aficionados debido al poco conocimiento que se tenía sobre él, todo esto combinado con que el América pasaba por una de las peores rachas de su historia por lo que Layún fue por mucho el más criticado, haciéndose célebre la frase "Todo Es Culpa De Layún". Lamentablemente las críticas se fueron haciendo cada vez más personales, llegando al punto en el que el jugador no podía salir a la calle o a algún lugar público por miedo a ser atacado por algún aficionado, por lo que tuvo que recurrir a ayuda psicológica.

##### Campeón Clausura 2013
Dos torneos después, cuando el club azulcrema saliera campeón en el Torneo Clausura 2013 fue quien consiguió el gol del triunfo en la final contra Cruz Azul, y ahora más que nunca se hacía presente aquella frase "Todo es culpa de Layún".

##### Capitán y campeón en Apertura 2014
El 26 de septiembre, durante el Torneo Apertura 2014, Layún marcó cuatro goles al equipo Santos Laguna jugando como centrocampista; el marcador final quedó 1-4. El 14 de diciembre, como capitán de las Águilas, alzó el trofeo de Campeón del Torneo Apertura 2014.

### Watford Football Club
El 9 de  enero de 2015 se anunció su traspaso al Watford FC en un contrato por 4 años y medio. Layún regresaría a Europa donde militó en 2010 con el Atalanta B.C. de la Serie A de Italia.
Layún debuta el 10 de enero de 2015  con el Watford FC en la derrota por 3-1 ante el Huddersfield Town.
El 25 de abril de 2015 su equipo derrotó 0-2 al Brighton & Hove Albion Football Club, logrando así ascender a la Premier League.
Premier League
El 8 de agosto de 2015 debuta en la Premier League anotando un gol al Everton Football Club en Liverpool como visitantes. El partido finalizó empatado con un marcador de 2 - 2. Es incluido en el 11 ideal de la jornada 1 en la Premier League 2015/16.

### F. C. Porto
El 31 de agosto de 2015 se hace oficial su cesión por una temporada al F. C. Porto con opción a compra.
Temporada 2015/16
El 12  de septiembre del 2015 Layún debuta con el F.C. Porto jugando los 90' en la victoria 3-1 ante el Arouca.
El 16 de septiembre del 2015 Layún debuta en la UEFA Champions League jugando los 90' minutos y dando una asistencia al minuto 22 en el empate 2-2 ante el Dinamo de Kiev.
El 5 de noviembre de 2015 Layún anota su primer gol en Liga de Campeones, jugando los 90 minutos y anotando al minuto 72 en la victoria 3-1 ante el Maccabi Tel Aviv.
El 8 de noviembre anota su primer gol en la Primera División de Portugal, además de dar una asistencia.
El 9 de diciembre Layún asistió en el primero y cuarto gol del gigante del fútbol portugués. En el minuto 12 habilitó a su compatriota Héctor Herrera tras un gran desborde y, al 91, le dio medio gol a Danilo Pereira en una jugada a balón parado. En la victoria de su equipo 4-0 ante el União da Madeira.
El 7 de diciembre marca su segundo gol en la Primera División de Portugal ante el Paços de Ferreira.
El 29 de diciembre el FC Porto es eliminado en la fase de grupos de Champions League, al quedar en el tercer lugar de su grupo, por lo que en el segundo semestre jugara la Europa League.

### Sevilla Fútbol Club
El 29 de enero de 2018, y cuando parecía que iba a fichar por el Real Betis, se hace oficial su cesión al Sevilla FC con una opción de compra que finalmente no ejerció. En el club hispalense jugó 18 partidos y marcó 2 goles.

### Villarreal Club de Fútbol
El 11 de julio de 2018, el Villarreal anunció su fichaje para las siguientes tres temporadas.

### Club de Fútbol Monterrey
El 30 de enero de 2019, se oficializa el traspaso de Layún al Monterrey en compra definitiva siendo el cuarto refuerzo de cara al Clausura 2019.
El 9 de agosto anota su primer gol en un partido contra Morelia el cual le dio la victoria al Monterrey, además de ser incluido en el once ideal de la Liga de Campeones de la Concacaf 2019, ganada en mayo.

### Club América (segunda etapa y retiro)
El 2 de junio de 2021, aún con 6 meses de contrato por cumplir con Monterrey, el Club América anunció a través de redes sociales, el regreso de Layún tras 6 años fuera de la institución.
En un rol más secundario, en su torneo Apertura 2021, en su regreso al América, concluirían como líderes de la tabla general, pero quedarían eliminados en cuartos de final por los Pumas de la UNAM. En este torneo, Layún jugó 15 partidos como titular.
Para el torneo Clausura 2022, relegado a un rol de suplente con 9 juegos, 4 de titular, llegarían a semifinales tras vencer al Puebla, donde volverían a quedar eliminados esta vez por el Pachuca.
En el torneo Apertura 2022, jugando 13 partidos de torneo regular, donde en 6 fue titular, volverían a llegar a liguilla como líder general con 38 puntos, clasificando a cuartos de final donde volverían a enfrentarse al Puebla, avanzando sin complicaciones tras un marcador global de 11-2, pero volviendo a caer en semifinales, esta vez siendo vencidos por el Toluca.
Para el torneo Clausura 2022, debido al bajo rendimiento de sus compañeros de misma posición, recuperaría juego con 9 juegos como titular jugados. Esta vez, llegarían a cuartos de final venciendo al Club Atlético de San Luis por un marcador de 4-3. Pero nuevamente volverían a ser eliminados en semifinales, esta vez por parte del máximo rival Chivas del Guadalajara, por un marcador de 3-2.
Para el torneo Apertura 2023, mantendría su rol de suplente, pero debido a la carga de partidos del club, conservaría este mismo con 9 juegos disputados, 6 de ellos como titular. El 8 de octubre de 2023, mientras aun corría la fase regular del torneo, Miguel Layún haría el anuncio de su retiro del futbol profesional al finalizar el torneo. En este mismo torneo, llegarían a fase de liguilla como líderes de la tabla general con 40 puntos. En cuartos de final, se enfrentarían a Club León, venciéndolos por un global de 4-2, en semifinales al Club Atlético de San Luis, por un marcador de 5-2, donde mismo Layún destacó por su rendimiento, llegando a una final contra los Tigres de la UANL, a los cuales vencieron en tiempos extra en el partido de vuelta por un marcador de 3-0 (4-1 en el global) dándole al América su título número 14 de Liga MX en el último partido de su carrera, donde tras su destacada participación, fue sustituido al minuto 74 por su compañero Kevin Álvarez, en medio de aplausos del Estadio Azteca.

## Selección nacional

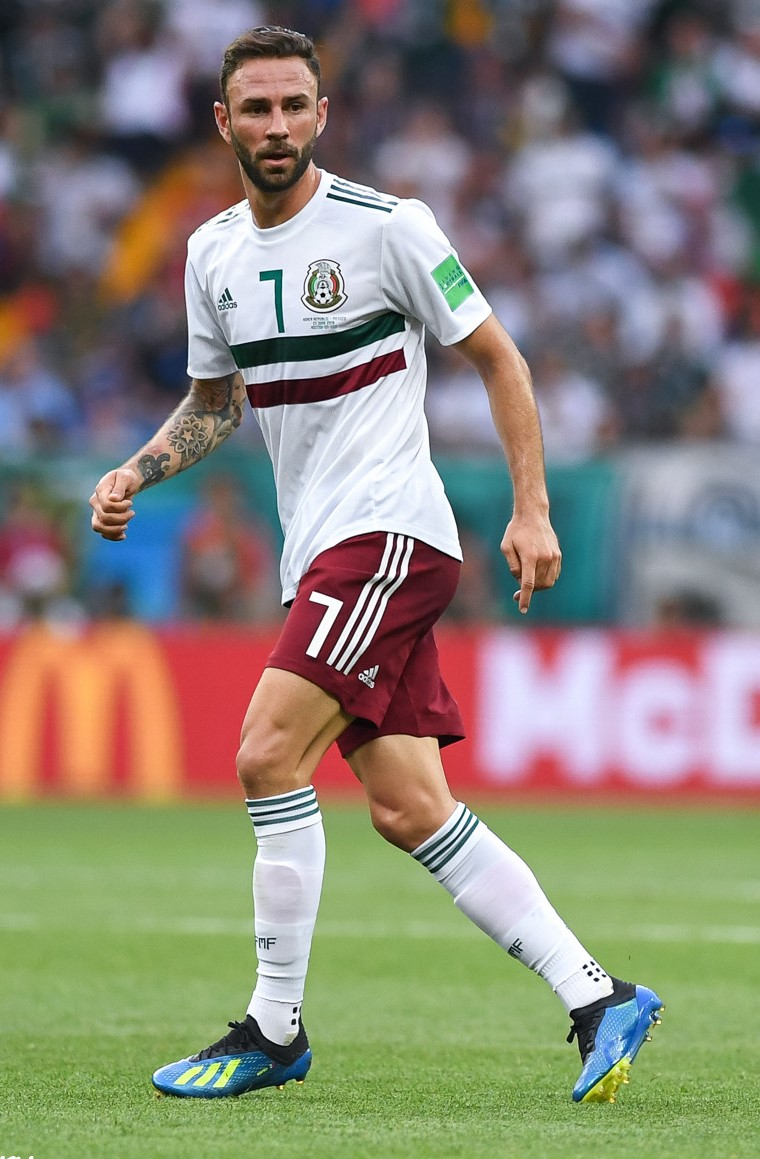
Layún disputando un partido de la Copa Mundial de 2018.

En 2013, Layún recibió su primera llamada de la selección nacional por el entrenador José Manuel de la Torre después de sus actuaciones con el Club América durante el torneo Clausura. Fue seleccionado para la Copa Oro 2013 que tuvo lugar en los Estados Unidos, con toda la plantilla formada por jugadores de la liga mexicana.
Hizo su debut el 11 de julio del 2013 en el partido de la fase de grupos contra Canadá en Seattle. Jugó todo los noventa minutos de la victoria de México por 2-0 . México fue finalmente eliminado de la competencia por parte de Panamá en las semifinales.
El 8 de mayo del 2014, Layún fue incluido por el entrenador Miguel Herrera en la lista final de 23 jugadores que representaron a México en la Copa Mundial de Fútbol de 2014.
El 28 de mayo de 2014 anotó su primer doblete con la selección nacional ante la selección de Israel en fecha FIFA partido de preparación rumbo a la Copa del Mundo de Brasil 2014, teniendo como resultado 3 - 0 a favor de los mexicanos.
En la Copa Mundial de Fútbol de 2018 disputada en Rusia, Miguel Layún volvió a ser convocado y a participar de los 4 partidos de la Selección de México, que fue nuevamente eliminada en los octavos de final.

### Goles internacionales
| Gol | Fecha                    | Sede                                                 | Oponente       | Marcador | Resultado | Competición                |
| --- | ------------------------ | ---------------------------------------------------- | -------------- | -------- | --------- | -------------------------- |
| 1.  | 28 de mayo de 2014       | Estadio Azteca, Ciudad de México, México             | Israel         | 1–0      | 3–0       | Amistoso                   |
| 2.  | 28 de mayo de 2014       | Estadio Azteca, Ciudad de México, México             | Israel         | 2–0      | 3–0       | Amistoso                   |
| 3.  | 9 de septiembre de 2014  | Dick's Sporting Goods Park, Colorado, Estados Unidos | Bolivia        | 1–0      | 1–0       | Amistoso                   |
| 4.  | 11 de noviembre del 2016 | Mapfre Stadium, Columbus, Estados Unidos             | Estados Unidos | 1–0      | 2–1       | Eliminatoria Concacaf 2018 |
| 5.  | 23 de marzo del 2018     | Levi's Stadium, California, Estados Unidos           | Islandia       | 2–0      | 3–0       | Amistoso                   |
| 6.  | 23 de marzo del 2018     | Levi's Stadium, California, Estados Unidos           | Islandia       | 3–0      | 3–0       | Amistoso                   |

### Participaciones en Copas del Mundo
| Mundial                        | Sede   | Resultado        | Partidos | Goles |
| ------------------------------ | ------ | ---------------- | -------- | ----- |
| Copa Mundial de Fútbol de 2014 | Brasil | Octavos de final | 4        | 0     |
| Copa Mundial de Fútbol de 2018 | Rusia  | Octavos de final | 4        | 0     |

| Partidos            | Partidos     | Partidos  | Partidos                 | Partidos                  |
| Fecha               | Rival        | Sede      | Estadio                  | Resultado                 |
| ------------------- | ------------ | --------- | ------------------------ | ------------------------- |
| 13 de junio de 2014 | Camerún      | Natal     | Arena das Dunas          | México 1 - 0 Camerún      |
| 17 de junio de 2014 | Brasil       | Fortaleza | Aderaldo Plácido Castelo | Brasil 0 - 0 México       |
| 23 de junio de 2014 | Croacia      | Recife    | Arena Pernambuco         | Croacia 1 - 3 México      |
| 29 de junio de 2014 | Países Bajos | Fortaleza | Aderaldo Plácido Castelo | Países Bajos 2 - 1 México |

### Participaciones en Copa Confederaciones
| Copa                      | Sede  | Resultado    | Partidos | Goles |
| ------------------------- | ----- | ------------ | -------- | ----- |
| Copa Confederaciones 2017 | Rusia | Cuarto lugar | 4        | 0     |

### Participaciones en Copa América
| Copa                    | Sede           | Resultado        |
| ----------------------- | -------------- | ---------------- |
| Copa América Centenario | Estados Unidos | Cuartos de final |

### Participaciones en Copa Oro
| Copa                          | Sede                          | Resultado                     | Partidos |
| ----------------------------- | ----------------------------- | ----------------------------- | -------- |
| Copa Oro CONCACAF 2013        | Estados Unidos                | Tercer lugar                  | 4        |
| Copa Oro CONCACAF 2015        | Estados Unidos y Canadá       | Campeón                       | 6        |
| Total parcial en Copas de Oro | Total parcial en Copas de Oro | Total parcial en Copas de Oro | 10       |

## Clubes

### Estadísticas
Actualizado al último partido jugado el 18 de mayo de 2019.
| Veracruz · México |                     |                     |     |    |    |    |    |     |     |    |
| 2008/2009 | 2.ª                 | 26                  | 1   | 0  | 0  | —  | —  | 26  | 1   |    |
| Total | Total               | 26                  | 1   | 0  | 0  | —  | —  | 26  | 1   |    |
| Atalanta · Italia |                     |                     |     |    |    |    |    |     |     |    |
| 2009/10 | 1.ª                 | 2                   | 0   | 0  | 0  | —  | —  | 2   | 0   |    |
| Total | Total               | 2                   | 0   | 0  | 0  | —  | —  | 2   | 0   |    |
| América · México |                     |                     |     |    |    |    |    |     |     |    |
| 2010 | 1.ª                 | 10                  | 1   | 1  | 0  | —  | —  | 11  | 1   |    |
| 2010/2011 | 1.ª                 | 38                  | 1   | 0  | 0  | 5  | 0  | 43  | 1   |    |
| 2011/2012 | 1.ª                 | 11                  | 0   | 0  | 0  | —  | —  | 11  | 0   |    |
| 2012/2013 | 1.ª                 | 33                  | 2   | 11 | 3  | —  | —  | 44  | 5   |    |
| 2013/2014 | 1.ª                 | 33                  | 5   | 0  | 0  | 3  | 0  | 36  | 5   |    |
| 2014 | 1.ª                 | 17                  | 6   | 0  | 0  | 0  | 0  | 17  | 6   |    |
| Total | Total               | 142                 | 15  | 12 | 3  | 8  | 0  | 162 | 18  |    |
| Watford Inglaterra |                     |                     |     |    |    |    |    |     |     |    |
| 2015 | 2.ª                 | 17                  | 0   | 0  | 0  | —  | —  | 17  | 0   |    |
| 2015/16 | 1.ª                 | 3                   | 1   | 1  | 0  | —  | —  | 4   | 1   |    |
| Total | Total               | 20                  | 1   | 1  | 0  | —  | —  | 21  | 1   |    |
| Porto Portugal |                     |                     |     |    |    |    |    |     |     |    |
| 2015/16 | 1.ª                 | 27                  | 5   | 6  | 0  | 8  | 1  | 41  | 6   |    |
| 2016/17 | 1.ª                 | 16                  | 1   | 1  | 0  | 8  | 2  | 25  | 3   |    |
| 2017/18 | 1.ª                 | 7                   | 0   | 5  | 1  | 2  | 1  | 14  | 2   |    |
| Total | Total               | 50                  | 6   | 12 | 1  | 18 | 4  | 80  | 11  |    |
| Sevilla F. C. · España |                     |                     |     |    |    |    |    |     |     |    |
| 2017/18 | 1.ª                 | 16                  | 2   | 2  | 0  | -  | -  | 18  | 2   |    |
| Total | Total               | 16                  | 2   | 2  | 0  | 0  | 0  | 18  | 2   |    |
| Villarreal F.C. · España |                     |                     |     |    |    |    |    |     |     |    |
| 2018/19 | 1.ª                 | 8                   | 0   | 4  | 0  | 3  | 0  | 15  | 0   |    |
| Total | Total               | 8                   | 0   | 4  | 0  | 3  | 0  | 15  | 0   |    |
| Monterrey · México |                     |                     |     |    |    |    |    |     |     |    |
| 2019 | 1.ª                 | 11                  | 0   | -  | -  | 8  | 1  | 19  | 1   |    |
| Total | Total               | 11                  | 0   | 0  | 0  | 8  | 1  | 19  | 1   |    |
| Total en su carrera | Total en su carrera | Total en su carrera | 275 | 25 | 31 | 4  | 37 | 5   | 343 | 34 |
| (1) Incluye datos de la Copa MX, Copa de la Liga, Copa de Portugal, Copa del Rey. (2) Incluye datos de la Copa Libertadores, Liga Campeones Concacaf, Champions League, UEFA Europa League. |                     |                     |     |    |    |    |    |     |     |    |

### Goles en UEFA Champions League
| Resultados         | Lugar | Estadio | Fecha            |          |                          |                          |
| ------------------ | ----- | ------- | ---------------- | -------- | ------------------------ | ------------------------ |
| Fútbol Club Oporto | 3     | 1       | Maccabi Tel Aviv | Tel Aviv | Estadio de Bloomfield    | 4 de noviembre de 2015   |
| Fútbol Club Oporto | 3     | 0       | A.S. Roma        | Roma     | Estadio Olímpico de Roma | 23 de agosto de 2016     |
| Fútbol Club Oporto | 2     | 1       | Club Brujas      | Brujas   | Estadio Jan Breydel      | 18 de octubre de 2016    |
| Fútbol Club Oporto | 3     | 0       | A. S. Mónaco     | Mónaco   | Stade Louis II           | 26 de septiembre de 2017 |

## Palmarés

### Campeonatos nacionales
| Título           | Club      | País     | Año  |
| ---------------- | --------- | -------- | ---- |
| Primera División | América   | México   | 2013 |
| Primera División | América   | México   | 2014 |
| Primeira Liga    | Porto     | Portugal | 2018 |
| Primera División | Monterrey | México   | 2019 |
| Copa MX          | Monterrey | México   | 2020 |
| Primera División | América   | México   | 2023 |

### Campeonatos internacionales
| Título                     | Equipo (*)          | Sede           | Año  |
| -------------------------- | ------------------- | -------------- | ---- |
| Copa Oro de la Concacaf    | Selección de México | Estados Unidos | 2015 |
| Copa Concacaf              | Selección de México | Estados Unidos | 2015 |
| Liga de Campeones Concacaf | Monterrey           | México         | 2019 |
| Liga de Campeones Concacaf | Monterrey           | México         | 2021 |

### Distinciones individuales
| Distinción                                        | Año  |
| ------------------------------------------------- | ---- |
| Once Ideal de la Liga de Campeones de la Concacaf | 2019 |